# Mont-Ormel
Mont-Ormel är en kommun i departementet Orne i regionen Normandie i nordvästra Frankrike. Kommunen ligger i kantonen Trun som tillhör arrondissementet Argentan. År 2022 hade Mont-Ormel 49 invånare.

## Befolkningsutveckling
Antalet invånare i kommunen Mont-Ormel
| Referens: INSEE |